# Fowtbolayin Akowmb Ararat-Armenia
Il Fowtbolayin Akowmb Ararat-Armenia (in armeno Ֆուտբոլային Ակումբ Արարատ-Արմենիա?), meglio noto come Ararat-Armenia, è una società calcistica armena con sede nella città di Erevan.

## Storia
La squadra è stata fondata nel 2017 come FA Avan Academy da Ruben Hayrapetyan, sulla base dei giovani giocatori diplomati presso l'Accademia di calcio di Erevan e di molti giovani giocatori del P'yownik.
La partita inaugurale del club si è svolta a luglio 2017 contro l'Erebuni SC. L'amichevole si è conclusa con un punteggio di 3-1 a favore dell'Avan Academy.
All'inizio del 2018, il club è stato rilevato dall'uomo d'affari russo-armeno Samvel Karapetyan che ha rinominato il club come Ararat-Moskva. Il club è stato riorganizzato allorquando all'Ararat Mosca è stata negata in Russia la licenza per la stagione successiva.
Dopo essere stato promosso nella massima serie armena, ha cambiato nuovamente la sua denominazione, questa volta in Ararat-Armenia, e parteciperà alla massima serie con questo nome.
Allenato da Artak Oseyan, il club ha giocato nella massima serie armena della stagione 2017-2018.

## Statistiche e record

### Statistiche nelle competizioni UEFA
Tabella aggiornata alla fine della stagione 2024-2025.
| Competizione                  | Par. | G  | V | N | P | GF | GS |
| ----------------------------- | ---- | -- | - | - | - | -- | -- |
| UEFA Champions League         | 2    | 3  | 1 | 0 | 2 | 3  | 5  |
| Coppa UEFA/UEFA Europa League | 2    | 9  | 6 | 0 | 3 | 16 | 11 |
| UEFA Conference League        | 3    | 10 | 2 | 6 | 2 | 15 | 12 |

## Palmarès

### Competizioni nazionali
- Campionato armeno: 2

2018-2019, 2019-2020
- Coppa d'Armenia: 1

2023-2024
- Supercoppa d'Armenia: 2

2019, 2024

## Organico

### Rosa 2024-2025
| N. |                       | Ruolo | Calciatore            |
| -- | --------------------- | ----- | --------------------- |
| 1  | Armenia (bandiera)    | P     | Rafayel Manasyan      |
| 3  | Colombia (bandiera)   | D     | José Bueno            |
| 4  | Portogallo (bandiera) | D     | João Queirós          |
| 5  | Armenia (bandiera)    | C     | Hakob Hakobyan        |
| 7  | Armenia (bandiera)    | A     | Žirayr Šaġoyan        |
| 8  | Armenia (bandiera)    | C     | Hovhannes Harutyunyan |
| 10 | Armenia (bandiera)    | C     | Armen Ambartsumyan    |
| 11 | Colombia (bandiera)   | A     | Jonathan Duarte       |
| 12 | Kenya (bandiera)      | C     | Amos Nondi            |
| 15 | Nigeria (bandiera)    | C     | Tenton Yenne          |
| 16 | Armenia (bandiera)    | C     | Edgar Grigoryan       |

| N. |                        | Ruolo | Calciatore          |
| -- | ---------------------- | ----- | ------------------- |
| 17 | Nigeria (bandiera)     | A     | Mathew Gbomadu      |
| 19 | Armenia (bandiera)     | C     | Karen Muradyan      |
| 20 | Kenya (bandiera)       | C     | Alwyn Tera          |
| 21 | Armenia (bandiera)     | C     | Narek Alaverdyan    |
| 22 | Armenia (bandiera)     | D     | Kamo Hovhannisyan   |
| 25 | Bielorussia (bandiera) | D     | Aljaksandr Paŭlavec |
| 31 | Ucraina (bandiera)     | P     | Danylo Kučer        |
| 33 | Ghana (bandiera)       | A     | Eric Ocansey        |
| 34 | Brasile (bandiera)     | D     | Romércio            |
| 45 | Camerun (bandiera)     | A     | Marius Noubissi     |
| 96 | Armenia (bandiera)     | P     | Henri Avagyan       |